# Alf Pflüger
Alf Pflüger (* 17. Juli 1912 in Hannover; † 22. Oktober 1989 ebenda) war ein deutscher Bauingenieur und als Professor von 1968 bis 1969 Rektor der Technischen Hochschule Hannover.

## Leben
Pflüger schloss sein Studium des Bauingenieurwesens an der damaligen Technischen Hochschule Hannover 1935 als Schüler von Otto Flachsbart ab. In den folgenden zehn Jahren arbeitete er in Bremen bei der Focke-Wulf GmbH. 1936 promovierte er ebenfalls in seiner Heimatstadt über die Stabilität dünner Kegelschalen. 1941 folgte die Habilitation in Mechanik, der er sich bedingt durch seine Tätigkeit im Flugzeugbau zuwandte.
Ab 1945 lehrte er zunächst vertretungsweise Baustatik, 1951 wurde er als Professor berufen. 1968 bis 1969 wurde er zum Rektor der Hochschule gewählt. Während seines Rektorats erfolgte die Umwandlung in die Technische Universität.

## Auszeichnungen
- 1975: Ehrendoktorwürde der Fakultät für Bau- und Umweltingenieurwissenschaften der Ruhr-Universität Bochum[2]

Seit 1957 war er ordentliches Mitglied der Braunschweigischen Wissenschaftlichen Gesellschaft.

## Schriften (Auswahl)
- Elementare Schalenstatik. mehrere Auflagen. Springer, Berlin 1981, ISBN 3-540-10320-1.
- Statik der Stabtragwerke. Springer. Berlin 1978, ISBN 3-540-08717-6.
- Alf Pflüger: Barkhausen, Karl Georg. In: Neue Deutsche Biographie (NDB). Band 1, Duncker & Humblot, Berlin 1953, ISBN 3-428-00182-6, S. 590 f. (Digitalisat).
- Drei Beiträge zur Aerodynamik und Festigkeitsrechnung von Drehflügelsystemen im Bauwesen und Flugzeugbau. Habilitation, TH Hannover, 1941
- Stabilität dünner Kegelschalen. Dissertation, TH Hannover, 1936